# Morgana Moreno
Ane Morgana Moreno (* 1990 in Salvador da Bahia) ist eine brasilianische Flötistin und Komponistin, die sich zwischen Jazz und Weltmusik bewegt.

## Leben und Wirken
Moreno, die seit dem zehnten Lebensjahr Flöte spielt, gehörte, seitdem sie 15 Jahre alt war, zur Choro-Gruppe Mandaia, mit der sie 2007 ein erstes Album einspielte. Sie studierte ihr Instrument an der Universidade Federal da Bahia (UFBA). Schon während des Studiums spielte sie als Solistin bzw. im Flötensatz in den größten Orchestern Bahias wie Yoba, Neojibá, Osba und Osufba. Als Spezialistin für Choro arbeitete sie auch mit der Gruppe Os Ingênuos; sie trat auf großen Festivals wie dem III Festival Nacional de Choro und Festival Instrumental da Bahia ebenso auf wie auf relevanten brasilianischen Bühnen wie dem Teatro Castro Alves und Clube do Choro de Brasília.
Nach dem Bachelor 2012 zog sie nach Deutschland, wo sie ebenso tourte wie in Frankreich, der Schweiz und den Niederlanden. 2016 absolvierte ihr Masterstudium für Jazz-Flöte an der Hochschule für Musik und Tanz Köln. Ihr Hauptprojekte, für die sie sowohl als Instrumentalistin, als auch teilweise als Arrangeurin und Leiterin tätig ist, sind derzeit Miscellaneous (Tonträger 2016), Samba Jazz Clube und Choro Session.

## Preise und Auszeichnungen
2013 gewann sie im Duo mit dem Gitarristen Marcelo Rosårio den Ersten Preis (Jazz & Weltmusik) beim Internationalen Wettbewerb Leopold Bellan in Paris. Ihre Komposition Baião (die auf der CD Classica Brasiliana interpretiert wird) gewann eine Auszeichnung als „beste Musik“ beim Festival da Educadora FM 2014 in Salvador.

## Diskographische Hinweise
- Classica Brasiliana (MDG 2014, mit Anette Maiburg, Filippa Gojo, Rafael Aguirre, Marcelo Rosário, Gabriel Rosário, Włlodzimierz Gula, Roland Peil)
- Morgana Moreno/Marcelo Rosário Miscellaneous (Angelmusic 2016, mit Florian Herzog, Falk Schrauwen, Tim Dudek, Antoine Duijkers)